# Светско првенство у пливању 2015 — 1.500 м слободно за мушкарце
Такмичење у пливању у дисциплини 1.500 метара слободним стилом за мушкарце на Светском првенству у пливању 2015. одржано је 8. августа (квалификације) и 9. августа (финале) као део програма Светског првенства у воденим спортовима. Трке су се одржавале у базену Казањске арене у граду Казању (Русија).
За трке је било пријављено укупно 48 такмичара из 42 земље. Титулу светског првака из 2013. није бранио кинески пливач Суен Јанг. Наиме Јанг који је у квалификацијама имао треће време одустао је од финалне трке непосредно пре њеног старта, а касније је објављено да је кинески пливач осећао болове у грудима који су се појавили још за време финала трке на 800 метара 4 дана раније.
Нови светски првак постао је репрезентативац Италије Грегорио Палтринијери који је финалну трку испливао за 14:39,67 минута, што је уједно и нови европски рекорд. Сребрну медаљу освојио је репрезентативац Сједињених Држава Конор Јегер, док је треће место и бронзана медаља припала Канађанину Рајану Кокрејну.
Репрезентативац Србије Вук Челић у квалификацијама је испливао трку за 15:33,71 минута што му је било довољно тек за 33. место, и самим тим није изборио пласман у финале. Пласман у финале није изборио ни репрезентативац БиХ Михајло Чепркало који је заузео 26. место са временом 15:26,22 минута.

## Освајачи медаља
|                             | Резултат |                   | Резултат |                     | Резултат |
|                             |          |                   |          |                     |          |
| Грегорио Палтринијери (ITA) | 14:39,67 | Конор Јегер (USA) | 14:41,20 | Рајан Кокрејн (CAN) | 14:51,08 |

## Званични рекорди
Пре почетка такмичења званични свестки рекорд и рекорд шампионата у овој дисциплини су били следећи:
| Рекорд                     | Име             | Резултат | Место             | Датум           |
| -------------------------- | --------------- | -------- | ----------------- | --------------- |
| Светски рекорд             | Суен Јанг (CHN) | 14:31,02 | Лондон (Енглеска) | 4. август 2012. |
| Рекорд светских првенстава | Суен Јанг (CHN) | 14:34,14 | Шангај (Кина)     | 31. јул 2011.   |

Италијански пливач Грегорио Палтринијери је у финалу поставио нови европски рекорд који сада износи 14:39,67 минута.

## Земље учеснице
За трке на 1.500 метара слободним стилом био је пријављено укупно 48 такмичара из 42 земље, а свака од земаља могла је да пријави максимално два такмичара по утрци.
| - Андора (1) - Аргентина (1) - Аустралија (1) - Аустрија (1) - Велика Британија (1) - БИХ (1) - Венецуела (1) - Вијетнам (1) - Египат (1) - Еквадор (1) - Индија (1) | - Италија (1) - Кајманска Острва (1) - Канада (1) - Кина (2) - Кинески Тајпеј (1) - Колумбија (1) - Мађарска (2) - Малезија (1) - Мексико (1) - Молдавија (1) - Немачка (2) | - Нови Зеланд (1) - Норвешка (1) - Пољска (1) - Порторико (1) - Русија (1) - Салвадор (1) - САД (2) - Србија (1) - Словачка (1) - Словенија (1) | - Турска (1) - Украјина (2) - Фарска Острва (1) - Финска (1) - Француска (1) - Холандија (2) - Хрватска (1) - Чешка (1) - Чиле (1) - Шпанија (1) |

## Квалификације
У квалификацијама се пливало у 5 квалификационих група. Групе од 2 до 5 су имале по 10 такмичара, док је група број 1 имала 8 такмичара. Пласман у финале обезбедило је 8 пливача који су у квалификацијама остварили најбоља времена.
Квалификационе трке пливане су 8. августа у јутарњем делу програма, са почетком у 10:48 по локалном времену. Три такмичара нису се појавила на старту својих квалификационих трка.
| ПЛ. | Трка | Стаза | Пливач                | Репрезентација      | Време    | Нап.   |
| --- | ---- | ----- | --------------------- | ------------------- | -------- | ------ |
| 01. | 5    | 4     | Грегорио Палтринијери | Италија             | 14:51,04 | КВ     |
| 02. | 5    | 3     | Конор Јегер           | САД                 | 14:53,34 | КВ     |
| 03. | 5    | 5     | Суен Јанг             | Кина                | 14:55,11 | КВ     |
| 04. | 5    | 6     | Стивен Милн           | Велика Британија    | 14:55,17 | КВ     |
| 05. | 5    | 0     | Акрам Ахмед           | Египат              | 14:55,42 | КВ, НР |
| 06. | 4    | 3     | Рајан Кокрејн         | Канада              | 14:55,96 | КВ     |
| 07. | 4    | 6     | Мајкл Макбрум         | САД                 | 14:57,07 | КВ     |
| 08. | 4    | 2     | Михајло Романчук      | Украјина            | 14:57,82 | КВ     |
| 09. | 4    | 5     | Пал Јенсен            | Фарска Острва       | 14:58,52 |        |
| 10. | 5    | 7     | Дамијен Жоли          | Француска           | 14:58,79 |        |
| 11. | 4    | 4     | Мак Хортон            | Аустралија          | 15:00,51 |        |
| 12. | 4    | 9     | Хенрик Кристијансен   | Норвешка            | 15:02,37 |        |
| 13. | 4    | 0     | Рикард Нађ            | Словачка            | 15:04,03 | НР     |
| 14. | 4    | 8     | Рувен Штрауб          | Немачка             | 15:04,80 |        |
| 15. | 3    | 6     | Мартен Брзосковски    | Холандија           | 15:10,91 |        |
| 16. | 3    | 5     | Марк Санчез           | Шпанија             | 15:12,79 |        |
| 17. | 4    | 1     | Војћех Војдак         | Пољска              | 15:14,28 |        |
| 18. | 2    | 2     | Мартин Најдич         | Аргентина           | 15:14,38 |        |
| 19. | 3    | 2     | Ванг Кеченг           | Кина                | 15:16,69 |        |
| 20. | 5    | 2     | Гергељи Ђурта         | Мађарска            | 15:16,84 |        |
| 21. | 3    | 7     | Нејтан Кап            | Нови Зеланд         | 15:17,77 |        |
| 22. | 3    | 8     | Естебан Ендерика      | Еквадор             | 15:20,58 |        |
| 23. | 4    | 7     | Јан Мицка             | Чешка               | 15:22,16 |        |
| 24. | 2    | 7     | Мартин Бау            | Словенија           | 15:22,80 |        |
| 25. | 3    | 1     | Марсело Акоста        | Салвадор            | 15:25,14 |        |
| 26. | 1    | 7     | Михајло Чепркало      | Босна и Херцеговина | 15:26,22 |        |
| 27. | 2    | 4     | Ернест Максумов       | Русија              | 15:26,64 |        |
| 28. | 5    | 9     | Сергеј Фролов         | Украјина            | 15:29,52 |        |
| 29. | 5    | 1     | Серен Мајснер         | Немачка             | 15:30,02 |        |
| 30. | 3    | 4     | Фери Вертман          | Холандија           | 15:32,01 |        |
| 31. | 3    | 9     | Незир Карап           | Турска              | 15:32,60 |        |
| 32. | 2    | 3     | Алехандро Гомез       | Венецуела           | 15:32,75 |        |
| 33. | 3    | 0     | Вук Челић             | Србија              | 15:33,71 |        |
| 34. | 2    | 9     | Чо Ченг-чи            | Кинески Тајпеј      | 15:37,25 |        |
| 35. | 1    | 3     | Саџан Пракаш          | Индија              | 15:45,29 |        |
| 36. | 1    | 2     | Фелипе Тапија         | Чиле                | 15:45,63 |        |
| 37. | 5    | 8     | Феликс Аубек          | Аустрија            | 15:45,69 |        |
| 38. | 2    | 1     | Кристијан Пунтер      | Порторико           | 15:46,19 |        |
| 39. | 2    | 0     | Свен Арнар Саемундсон | Хрватска            | 15:53,43 |        |
| 40. | 2    | 8     | Алексеј Санцов        | Молдавија           | 15:53,85 |        |
| 41. | 2    | 6     | Lâm Quang Nhật        | Вијетнам            | 15:54,56 |        |
| 42. | 1    | 6     | Луис Вентура          | Мексико             | 15:55,92 |        |
| 43. | 1    | 4     | Велсон Сим            | Малезија            | 16:09,72 |        |
| 44. | 1    | 8     | Џефри Батлер          | Кајманска Острва    | 16:21,18 |        |
| 45. | 1    | 1     | Пол Аријас            | Андора              | 16:26,35 |        |
| 46  | 1    | 5     | Матијас Коски         | Финска              | ××       | НН     |
| 46  | 2    | 5     | Матео де Ангуло       | Колумбија           | ××       | НН     |
| 46  | 3    | 3     | Петер Бернек          | Мађарска            | ××       | НН     |

Напомена: КВ - квалификација; НР - национални рекорд; НН - није наступио

## Финале
Финална трка пливана је 9. августа са почетком у 18:20 по локалном времену.
| ПЛ. | Стаза | Пливач                | Репрезентација   | Време    | Нап. |
| --- | ----- | --------------------- | ---------------- | -------- | ---- |
|     | 4     | Грегорио Палтринијери | Италија          | 14:39,67 | ЕР   |
| 2   | 5     | Конор Јегер           | САД              | 14:41,20 |      |
| 3   | 7     | Рајан Кокрејн         | Канада           | 14:51,08 |      |
| 4.  | 2     | Акрам Ахмед           | Египат           | 14:53,66 | НР   |
| 5.  | 6     | Стивен Милн           | Велика Британија | 14:58,62 |      |
| 6.  | 1     | Мајкл Макбрум         | САД              | 15:06,81 |      |
| 7.  | 8     | Михајло Романчук      | Украјина         | 15:09,77 |      |
| 8   | 3     | Суен Јанг             | Кина             | ××       | НН   |

Напомена: ЕР - европски рекорд; НР - национални рекорд; НН - није наступио